# Stipa lipskyi
Stipa lipskyi är en gräsart som beskrevs av Roman Julievich Roshevitz. Stipa lipskyi ingår i släktet fjädergrässläktet, och familjen gräs. Inga underarter finns listade i Catalogue of Life.